# Mats Jansson (litteraturvetare)
Mats Jansson, född 1956, är en svensk litteraturvetare. Han har varit svensk lektor vid University of Newcastle och är sedan 2006 professor i litteraturvetenskap vid Göteborgs universitet.
Janssons doktorsavhandling behandlar introduktionen av T.S. Eliots författarskap och dennes betydelse för den svenska modernismens utveckling. Han har även översatt ett urval av Eliots litteraturkritik. Jansson har undersökt den svenska litteraturkritikens roll i samband med den lyriska modernismens genombrott på 1940-talet. Vidare har han intresserat sig för den svenske poeten, målaren och konsthistorikern Sven Alfons. Jansson har även skrivit om den bildtolkande poesins – ekfrasens – svenska historia från 1800-talet till modern tid. Han har därutöver varit medredaktör för ett flertal vetenskapliga antologier, senast Att skriva med ljus (2020), om litteratur och fotografi.   
År 2010 invaldes han som ledamot av Kungl. Vetenskaps- och Vitterhets-Samhället i Göteborg. Han är styrelseordförande för Stiftelsen Anna Ahrenbergs fond för vetenskapliga m. fl. ändamål samt ledamot av det vetenskapliga rådet för Birgit och Gad Rausings Stiftelse för Humanistisk forskning.